# Hugo Seco
Hugo André Rodrigues Seco, noto semplicemente come Hugo Seco (Lousã, 17 giugno 1988), è un calciatore portoghese, attaccante dell'União de Coimbra.